# Caravane
Caravane é uma marca comercial de um queijo feito com leite de camelo, produzido na Mauritânia por Tiviski, uma companhia fundada por Nancy Abeiderrhamane em 1987.
O leite usado para o queijo é coletado de animais locais de vários pastores nômades, e é muito difícil de ser produzido. É um produto com baixa taxa de lactose.
Como os mauritaneses geralmente não comem queijo, e a Comissão Européia ainda não aprovou totalmente para consumo produtos derivados de leite de dromedários, o Caravane é difícil de se achar na Europa. A sua disponibilidade é limitada a lojas e restaurantes em Nouakchott, e exportado para países vizinhos, como o Senegal. Pode ser encontrado em algumas lojas seletas em Nova Iorque.